# 廣瀬響乃
廣瀬 響乃（ひろせ きょうの、1994年1月26日 - ）は、山梨県 富士河口湖町生まれ甲府市育ちの俳優。
劇団ホワイトチョコが好き。の主宰。ポップンマッシュルームチキン野郎所属。やまなし大使。

## 来歴
2023年 6月にともに山梨県出身の俳優である佐野剛と演劇ユニット「天然パーマネント」を旗揚げ。7月22、23日に第１回公演『どん底』を甲府桜座にて上演。